# تل قصر (الريف الغربي)
تل قصر (بالفارسية: تل گسر) هي منطقة سكنية تقع في إيران في قسم الريف الغربي الريفي. يقدر عدد سكانها بـ 116 نسمة بحسب إحصاء 2016.